# Forgács Zoltán (közgazdász)
Forgács Zoltán (születési neve: Fischer Zoltán) (Szombathely, 1918. május 27. – Budapest, 1968. november 17.) magyar közgazdász, egyetemi tanár, bányagazdasági szakíró, a közgazdaság-tudományok kandidátusa (1963).

## Életpályája
Szülei Fischer Lipót és Kosztolic Róza (1884–1942). Tanulmányait Kolozsváron, illetve a budapesti Közgazdaságtudományi Egyetemen végezte el. 1946–1948 között a Magyar Állami Szénbányáknál revizorként dolgozott. 1949–1951 között a Nehézipari Minisztériumban osztályvezető volt. 1949-ben a Gazdasági- és Műszaki Akadémián kezdett oktatni. 1957-től kizárólag oktatással foglalkozott; a Miskolci Egyetem ipargazdaságtani tanszékén adjunktus, 1959-től docens volt. 1962-től a tatabányai felsőfokú bányagazdasági technikum tanára volt.
Kutatási területe az ásványvagyon-gazdálkodás, az energiaszerkezet korszerűsítése, az új gazdaságirányítási rendszer és a gazdasági mérnökoktatás reformjának problémái. Közel két évtizeden át fejtett ki szakirodalmi tevékenységet. Cikkei elsősorban a Bányászati és Kohászati Lapokban, a Közgazdasági Szemlében és az Ipargazdaságban jelentek meg.

## Magánélete
1963-ban Budapesten házasságot kötött Kovács Mária Annával.
Sírja a Farkasréti temetőben található (A-3-5).

## Művei
- A bányászat gazdaságtana (Budapest, 1967)